# Чакмаклы, Юджель
Юджель Чакмаклы (1937 — 23 августа 2009) — турецкий режиссёр и сценарист. Известен своими фильмами на религиозную тематику.

## Биография
Родился в 1937 году. В 1959 году окончил институт журналистики при Стамбульском университете. Затем служил в армии, писал для ряда изданий, в том числе «Yeni Istanbul», «Düşünen Adam» и «Yeni İstiklal». После этого работал в компании Erman Film Studios помощником режиссёра. Среди режиссёров, с которыми он работал, были Арам Гюльюз, Аршевир Алынак, Осман Седен и Орхан Аксой. В 1969 году основал компанию «Elif Film Company». В 1970 году снял свой первый фильм «Birleşen Yollar», являющейся экранизацией произведения Шуле Юксель Шенлер. В 1975-90 годах снял ряд кинофильмов для компании TRT. Экранизировал ряд произведений турецких писателей, в том числе Тарыка Дурсуна Какынча и Тарыка Бугра.
Снял ряд фильмов, объединённых общей тематикой: герои сперва поддаются порокам и соблазнам, но затем находят спасение в религии.
Самым знаменитым фильмом Юджеля Чакмаклы считается вышедшая в 1989 году экранизация произведения Хекимоглу Исмаила «Minyeli Abdullah».
В 2008 году получил медаль за выдающиеся заслуги, а также премию от министерства культуры.